# McLean House
La McLean House è una dimora storica, oggi adibita a museo, sita all'interno dell'Appomattox Court House National Historical Park, nella cittadina statunitense di Appomattox, in Virginia.
Proprietà privata di Wilmer McLean e di sua moglie Virginia, l'abitazione al termine della guerra di secessione americana fu la sede della resa dell'Armata Confederata della Virginia Settentrionale comandata da Robert Edward Lee il 9 aprile del 1865, al termine della battaglia di Appomattox.
La casa ricostruita è stata registrata nella banca dati delle strutture ufficiali del National Park Service a partire dal 26 giugno del 1989.

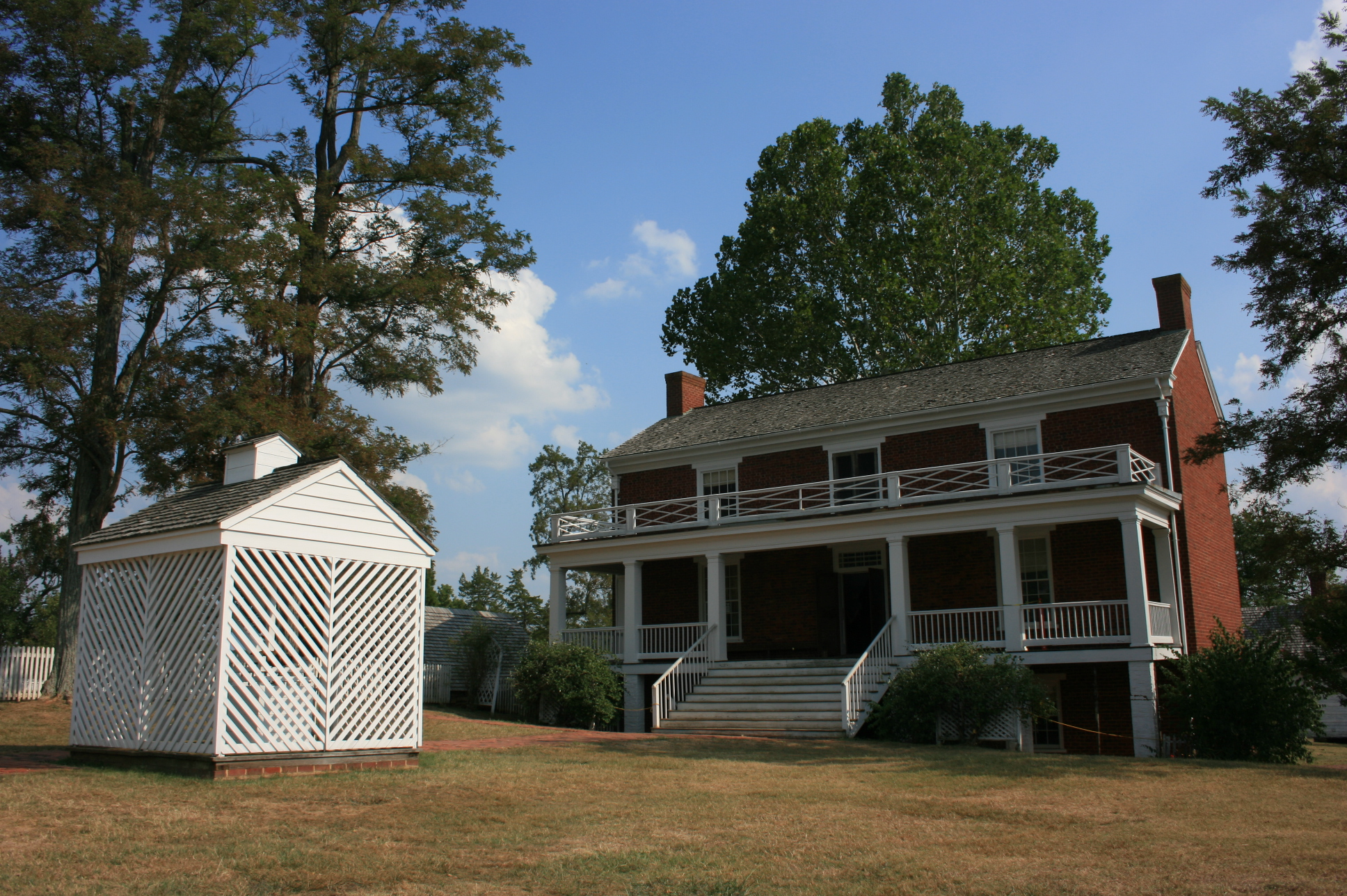
Il sito nel 2008.

## Significato storico
La McLean House ha un valore significativo a causa della sua associazione con il sito della resa del generale Lee al Comandante generale dell'esercito statunitense Ulysses S. Grant avvenuta il 9 aprile del 1865.
Conserva anche le caratteristiche distintive che incarnano il periodo e il metodo di costruzione tipici della Virginia pedemontana a metà del XIX secolo, oltre ad essere somigliante alla sede del governo della Contea di Appomattox di quello stesso periodo di tempo. Rappresenta infine una tipica comunità agricola virginiana della metà del secolo.